# Австралійські жаби
Австралійські жаби (Myobatrachidae) — родина безхвостих земноводних підряду Neobatrachia. Включає 13 родів та 87 видів.

## Опис
Загальна довжина представників цієї родини коливається від 1,5 до 12 см. Ця родина представлена різними морфотипами, що відобразилося у зовнішньому вигляді цих жаб. Є види приземкуваті, коротконогі, товстоморді. Особливістю австралійських жаб є відсутність злиття перших 2 пресакральних хребців, наявність широкої під'язикової кістки, за винятком шлунко-виводкової жаби (Rheobatrachus), є маленька або зовсім відсутня диск-присоска на пальцях, наявність периксіальної оболонки. що огороджує осьові волокна джгутика сперматозоїда. Забарвлення майже усіх основних кольорів та відтінків. Зазвичай черево світліше за спину.

## Спосіб життя
Полюбляють відкриті ландшафти, місцини поблизу води, напівпустелі. Низка видів здатні рити нори. Серед цієї родини є жаби, що ведуть суто наземний, напівводний або водний спосіб життя. Активні вночі, уникають сонячних променів. Живляться переважно різними безхребетними.
Це яйцекладні амфібії. У більшості видів відбувається прямий розвиток, тобто відсутня стадія пуголовок. Там, де пуголовки присутні самиця ковтає їх, а пуголовки проходять метаморфоз у шлунку.

## Розповсюдження
Мешкають в Австралії та на о.Нова Гвінея.

## Роди
- Arenophryne
- Assa
- Crinia
- Geocrinia
- Metacrinia
- Mixophyes
- Myobatrachus
- Paracrinia
- Pseudophryne
- Rheobatrachus
- Spicospina
- Taudactylus
- Uperoleia